# 八田浩司
八田 浩司（はった こうじ、1970年10月13日 - ）は、日本の俳優である。滋賀県高島市出身。株式会社リコモーション所属。

## 出演

### テレビドラマ
- サイコメトラーEIJI2（1999年10月16日 - 12月18日）[1]
- サラリーマン金太郎2（2000年4月9日 - 7月2日、TBS）組員幹部 役[2][3]
- YASHA-夜叉-（2000年4月21日 - 6月30日、テレビ朝日）[4]
- シャキーン!『人間観察クイズ』（2012年4月5日、NHK）[5]
- 平清盛（2012年1月8日 - 12月23日、NHK）荒丹波 役[2][6]
- 夜のせんせい（2014年1月17日 - 3月21日、TBS）[7]
- そこをなんとか２（2014年8月3日 - 9月21日、NHK）元締X 役[8]
- 世にも奇妙な物語 25周年スペシャル ’15春『ゴムゴムの男』編（2015年4月11日、フジテレビ）黒スーツの男 役[9]
- 花燃ゆ（2015年1月4日 - 12月13日、NHK）徳川茂承 役[10]
- 真田丸（2016年1月10日 - 12月18日、NHK）小山田八左衛門 役[2][11]
- 歴史秘話ヒストリア（NHK）
  - 日本人と山 私たちは、なぜ登るのか（2017年11月24日）播隆上人 役[12]
  - お城の国ニッポンを作った男 伝説の棟梁 中井正清（2018年5月9日）中井正清 役[12]
  - 将軍吉宗のわがまま！？江戸1300km象の旅（2018年11月14日）徳川吉宗 役[12]
  - 運命の御前会議 昭和天皇 戦争回避への苦闘（2019年7月31日）永野修身海軍大臣 役[12]
  - 隠された震災 昭和東南海地震（2020年3月11日）岡田 資中将 役[12]
- 池波正太郎時代劇スペシャル「雨の首ふり坂」（2018年、J:COM）前坂の万兵衛 役[13]
- 池波正太郎時代劇「光と影」 第8話『医者と毒薬』（2018年）正木鶴稜 役[14]
- くノ一忍法帖 蛍火 第7話『巨摩の落としだね』（2019年1月2日、BSジャパン）風巻隼人 役[15]
- 未解決事件 File.07『警察庁長官狙撃事件』（2018年9月2日 - 9月8日、NHK）[16]
- 立花登青春手控え3（2018年11月9日 - 12月21日、BSプレミアム）仁助 役[17]
- 闇の歯車（2019年、時代劇専門チャンネル）[18][19]
- スカーレット（2019年9月30日 - 2020年3月28日、NHK）西牟田 役[20][21]
- 猪又進と８人の喪女～私の初めてもらってください～ 第7話「箱入り喪女」（2019年、関西テレビ放送）紺之宮孝三郎 役[22]
- 科捜研の女 Season 20 第3話「世界一辛い殺人」（2020年11月5日、テレビ朝日）激辛塾生 役[23]
- おちょやん（2020年11月30日 - 2021年5月15日）警官 役[24]
- 桶狭間 OKEHAZAMA 〜織田信長 覇王の誕生〜（2021年3月26日、フジテレビ）庵原之政 役[25]
- 無用庵隠居修行5（2021年9月21日、BS朝日）[26]
- 幕末相棒伝（2022年1月3日、NHK）横川 役[27]
- わげもん〜長崎通訳異聞〜[28]
  - 第1話「父を探して」（2022年1月8日、NHK総合）
  - 第2話「消えた漂流民」（2022年1月15日、NHK総合）
- 必殺仕事人（2022年1月9日、テレビ朝日）[29]
- あなたのブツが、ここに（2022年、NHK総合） - 峯田功 役
- 歴史探偵「島津 強さのルーツに迫る」（2022年12月7日、NHK総合） - 島津義久 役

### 映画
- Hoot（1995年）
- 1・2の三四郎（1995年7月15日）[2]
- 嗚呼!!花の応援団（1996年11月9日）[30]
- あぶない刑事リターンズ（1996年9月14日）[2]
- ガメラ2 レギオン襲来（1996年7月13日）[31]
- 仮面学園（2000年8月5日、アスミック・エース）
- 赤龍の女（2006年10月）[32]
- トラ・コネ（2008年11月8日）荒熊 役[33]
- トライアングル・コネクション（2008年）
- アウトレイジ ビヨンド（2012年10月6日）舟木組ボディガード 役[32]
- 地獄でなぜ悪い（2013年9月28日）池上組組員 役[32]
- 罪の余白（2015年10月3日）田崎良一 役[2]
- 文福茶釜（2018年10月20日）大嶋浩一 役[34]
- 居眠り磐音（2019年5月17日）近江屋喜一郎 役[35]
- 決算！忠臣蔵（2019年11月22日）牢人上田 役[32]
- 若手映画作家育成プロジェクト「Le Cerveau -セルヴォ-」（2020年）久保田志郎 役[36]

### 舞台
- ドラゴンクエストライブスペクタクルツアー（2016年7月22日 - 8月31日、さいたまスーパーアリーナ、マリンメッセ福岡、日本ガイシホール、大阪城ホール、横浜アリーナ）[32]
- Z system「KamaGen」『広島に原爆を落とす日』（2019年12月17日 - 26日、劇団そとばこまちアトリエ　十三 BlackBoxx）[32]
- 大衆演劇 劇団花車 広島公演[32]
  - 心優しき人よ
  - 心優しき人よ2
  - ロミオとジュリエット
  - 漂う
  - ハラダマークⅡ
- ドアーズライブ+（2019年、劇団そとばこまちアトリエ　十三 BlackBoxx）[32]
- 静けさ[32]

### ラジオ
- 八田浩司のドラマスクエア（2009年10月3日 - 2011年3月、エフエムあまがさき）[32][37]

### ラジオドラマ
- 青春アドベンチャー（NHK-FM）
  - 負け犬たちのミッドナイト・バス（2021年2月1日 - 2月12日）[38][39]
- FMシアター（NHK-FM）
  - 『背番号のない夏』（2025年5月10日）[40]

### CM
- 赤穂化成「熱中対策水」
- エスエス製薬「エスタックイブ」
- 日石三菱
- 日清食品「UFO」
- 「ゼクシオ」ナレーション
- オリバーソース「どろソース」 - 声のみの出演
- KBSカルチャー「太陽光発電」 - 声のみの出演
- 「米国ヤマト」 - 声のみの出演、米国各都市JAPAN TVで放送された
- アルナムの牙

### その他
- ユニバーサル・スタジオ・ジャパン（2001年 - ）[32]